# 지금은 라디오 시대
지금은 라디오 시대는 대한민국의 라디오 채널 MBC 표준FM(전국, 수도권 기준 FM 95.9MHz)에서 매일 오후 4시 5분부터 저녁 6시까지 방송되는 오락 전문 라디오 프로그램이다. 줄여서 지·라·시라고도 부르며, 전국에 방송된다. 단, 부산문화방송, MBC경남은 주말에 한하여 각각 롯데 자이언츠, NC 다이노스 야구 홈 경기 중계방송으로 인해 3, 4부는 방송되지 않는다.

## DJ
- 정선희, 문천식

## 역사
1990년 버라이어티 오락 프로그램 《주병진, 노사연의 100분 쇼》로 시작하여 이후 손창호, 김승현, 故 서세원, 황인용, 최유라 등의 진행자를 거쳐, 1995년 프로그램의 명칭인 "지금은 라디오 시대"로 변경되어 현재에 이르고 있다.

## 역대 방송시간
| 방송 채널  | 방송 기간                        | 방송 시간                                                     |
| ---------- | -------------------------------- | ------------------------------------------------------------- |
| MBC 표준FM | 1995년 4월 3일 ~ 1999년 3월 31일 | 월~토요일 오후 4:10 ~ 저녁 6:00, 일요일 오후 4:05 ~ 저녁 6:00 |
| MBC 표준FM | 1999년 4월 1일 ~ 현재            | 매일 오후 4:05 ~ 저녁 6:00                                    |

## 역대 DJ
- 1대 : 故 이종환, 최유라 (1995년 4월 3일 ~ 2002년 9월 1일)
- 2대 : 이윤철, 최유라 (2002년 10월 2일 ~ 2003년 10월 19일)
- 3대 : 전유성, 최유라 (2003년 10월 20일 ~ 2005년 10월 23일)
- 4대 : 이재용, 최유라 (2005년 10월 24일 ~ 2006년 11월 12일)
- 5대 : 조영남, 최유라 (2006년 11월 13일 ~ 2016년 5월 16일)
- 6대 : 최유라, 박수홍 (2016년 5월 30일 ~ 2017년 1월 15일)
- 7대 : 최유라, 문천식 (2017년 1월 16일 ~ 2017년 1월 31일)
- 8대 : 정선희, 문천식 (2017년 2월 1일 ~ 현재)

## 임시 DJ
- 양희경 : 2002.10.2,9,16,23
- 최은경 : 2013.2.18,22
- 이유진 : 2013.2.19
- 홍서범, 임진모 : 2013.2.20, 2013.12.25(남자특집)
- 이지희 : 2013.2.21
- 정경미 : 2013.9.16~22(추석)
- 김효진 : 2013.12.16~22, 2014.8.4~10
- 김숙 : 2013.12.23~24, 26~29
- 조갑경 : 2014.12.22~28
- 정선희 : 2015.2.16~22(설날), 2015.3.30, 2015.8.10~19
- 윤정수 : 2015.3.5
- 이상우 : 2016.5.17~22
- 이문세 : 2016.5.23~29

## 코너
매일 코너
- 평일 : 웃음이 묻어나는 편지
  - 청취자들의 재미있는 사연을 소개하는 지·라·시의 대표 코너
  - 옷음편지 소재공모
- 오늘의 럭키
- 만담과 만담사이
- 주말 : 지라시 부킹사연!
  - 웃음편지 주간베스트 (토요일)
  - 지라시 코너베스트 (일요일)

요일 코너
- 월요일 : 지라시 배짱퀴즈
- 화요일 : 신혼에서 황혼까지
- 수요일 : 지라시 법률 사무소 문(文)&정(丁) (손수호 변호사)
- 목요일 : 마음으로 쓰는 편지/사랑의 손길을 기다립니다 (G:신수임 MBC 라디오 리포터)
  - 도움이 필요한 우리 이웃의 애틋한 사연을 다루고 후원하는 코너. 웃음이 묻어나는 편지와 함께 지라시의 대표 코너이다.
  - 후원계좌 : IBK기업은행 222-222222-01-037 또는 222-2222222(2가 10개) 예금주: MBC 지금은 라디오 시대
- 금요일 : 사랑극장 〈어느 날 사랑이...〉 (김영선, 남유정)
- 토요일 : 車曲車曲 (요요미)
- 일요일 : 선데이 상암 (김준상)

## 지역 프로그램
- 야구 중계 시 자체방송 : 부산문화방송 (프로야구 롯데 자이언츠 홈 경기 중계), MBC경남 (프로야구 NC 다이노스 홈 경기 중계)

## 같이 보기
관련 항목
- 연예오락

방송 프로그램
- KBS 뉴스특보 (KBS 보도본부 제작)
- 해피선데이 (KBS 예능본부 제작)
- 감성다큐 미지수 (KBS 2TV)
- 과학다큐 비욘드, 자이언트 펭TV (EBS 1TV)
- 히어로 써클 (EBS·스튜디오 티앤티 공동 제작)
- MBC 뉴스특보 (MBC 보도본부 제작)
- 실화탐사대 (MBC TV)
- SBS 뉴스특보, 그것이 알고싶다, 궁금한 이야기 Y, 신발 벗고 돌싱포맨, SBS 뉴스 이슈진단 (SBS TV)
- MBN 뉴스특보 (MBN)
- 이것은 실화다 (TV조선)
- 천일야사, 채널A 뉴스특보 (채널A)
- YTN 뉴스특보 (YTN)
- 연합뉴스TV 뉴스특보 (연합뉴스TV)
- 아르곤 (tvN)
- 진격의 언니들 (채널S)
- 손에 잡히는 경제, 두시만세, 배순탁의 B side, 문화야 놀자, 출발 주말세상 차미연입니다, 모두의 퀴즈생활 서유리입니다, 주말엔 나비인가봐, 마음연구소 (MBC 표준FM)
- 라디오 고해소 비밀번호 1053 (cpbc FM)

## 수상 목록
- 1997년 MBC 연기대상 라디오 부문 최우수상 (故 이종환, 최유라)
- 2007년 MBC 방송연예대상 라디오 부문 여자 최우수상 (최유라)
- 2017년 MBC 방송연예대상 라디오 부문 남자 신인상 (문천식)
- 2018년 MBC 방송연예대상 라디오 부문 여자 우수상 (정선희)
- 2020년 MBC 방송연예대상 라디오 부문 여자 최우수상 (정선희)